# Radoslav Štědroň
Radoslav Štědroň (* 21. dubna 1955 Krnov) je český geograf, ekolog a politik, v letech 1990 až 2002 zastupitel Ostravy, v letech 1990 až 1998 náměstek ostravského primátora. Od roku 2010 se snaží kandidovat ve všech volbách v Česku.

## Život
Narodil se v dubnu 1955 v Krnově, kde také vystudoval gymnázium. Po maturitě v roce 1974 začal studovat geografii na Univerzitě Jana Evangelisty Purkyně v Brně. Dle svých slov se však rozhodl přejít na Univerzitu Karlovu, která se více zaměřovala na socioekonomickou geografii. V roce 1980 tak získal titul doktora přírodních věd v oboru socio-ekonomická geografie. Rok strávil na povinné vojenské službě, poté pracoval v Útvaru hlavního architekta města Ostravy a posléze tři pracoval roky jako horník. Poté působil jako redaktor Ostravského večerníku a k roku 1989 byl pracovníkem Výzkumného ústavu rozvoje oblastí a měst. Od roku 1999 pracoval ve třech různých společnostech, které se zabývaly odpadovým hospodářstvím, později působil jako podnikový ekolog v textilní firmě. V roce 2012 začal pracovat na krajském úřadě, kde měl k roku 2017 pracovat jako referent Oddělení strukturálních fondů.

### Politické působení
V komunálních volbách v roce 1990 byl zvolen členem ostravského zastupitelstva za Občanské fórum a stal se náměstkem ostravského primátora. V dubnu 1991 se při jejím vzniku stal členem ODS. V komunálních volbách v roce 1994 mandát zastupitele i náměstka primátora Ostravy obhájil, když kandidoval za ODS. V lednu 1998 opustil ODS a stál u spoluzaložení Unie svobody (US). Mandát zastupitele Ostravy obhájil i v komunálních volbách v roce 1998, tentokrát již na kandidátní listině US. Od té doby nebyl v žádných volbách zvolen do žádné veřejné volené funkce.
V krajských volbách v roce 2000 kandidoval za Čtyřkoalici na 17. místě v Ostravském kraji. Ve sněmovních volbách v roce 2002 kandidoval za koalici KDU-ČSL a US-DEU do Poslanecké sněmovny PČR na 12. místě kandidátní listiny. V komunálních volbách v roce 2002 poté kandidoval ze 7. místa kandidátní listiny Unie svobody do zastupitelstva Slezské Ostravy, ale nebyl zvolen. Na sjezdu US-DEU Štědroně v roce 2003 Ostravské sdružení strany navrhlo na funkci předsedy strany, ale z více než 300 delegátů získal jen několik jednotek hlasů. V té době volal po odchodu US-DEU z Vlády Vladimíra Špidly. O měsíc později stranu US-DEU opustil. V září 2003 se rozhodl založit vlastní politickou stranu.
V roce 2004 založil krajně pravicovou Stranu práce a stal se jejím předsedou. V krajských volbách v roce 2004 za ni byl lídrem v Moravskoslezském kraji. V roce 2006 byl ve sněmovních volbách v roce 2006 lídrem kandidátní listiny zvané Koalice pro Českou republiku. V komunálních volbách v roce 2006 poté kandidoval z 1. místa kandidátní listiny do zastupitelstva města Ostravy na kandidátní listině subjektu Impuls pro Ostravu – Konzervativní strana, Koruna česká (monarchistická strana Čech, Moravy a Slezska), Strana práce. Zároveň ve stejných volbách kandidoval na čtvrtém místě kandidátní listiny Strany práce do zastupitelstva Slezské Ostravy. V krajských volbách v roce 2008 kandidoval na 16. místě kandidátní listiny zvané Osobnosti kraje. Ve sněmovních volbách v roce 2010 kandidoval v Moravskoslezském kraji za uskupení Suverenita – blok Jany Bobošíkové, strana zdravého rozumu ze 16. místa jeho kandidátní listiny. Za stejný subjekt poté v tomtéž roce kandidoval také v komunálních volbách v roce 2010. Ve všech výše uvedených volbách kandidoval neúspěšně.
V senátních volbách v tomtéž roce pak kandidoval v obvodu senátním obvodu č. 70 – Ostrava-město za koalici s názvem Senátor pro Ostravu. Se ziskem 1,24 % hlasů skončil na posledním devátém místě a do druhého kola voleb nepostoupil. V krajských volbách v roce 2012 poté kandidoval na 2. místě kandidátní listiny subjektu s názvem Protest – nevolím parlamentní strany. V souběžných senátních volbách v roce 2012 kandidoval v senátním obvodu č. 71 – Ostrava-město, ale se ziskem pouhých 1,6 % hlasů skončil na posledním sedmém místě. V roce 2014 poprvé kandidoval v evropských volbách, tentokrát jako lídr kandidátní listiny subjektu Strana práce a Nespokojení občané!. V následujících komunálních volbách v roce 2014 kandidoval na funkci zastupitele Ostravy ze 7. místa kandidátní listiny DSSS. Zároveň kandidoval i ze čtvrtého místa kandidátní listiny téže strany do zastupitelstva Slezské Ostravy. Souběžně s komunálními volbami opět kandidoval také do Senátu PČR, tentokrát v senátním obvodu č. 72 – Ostrava-město. Tentokrát získal 0,86 % hlasů a skončil tak na posledním 11. místě. V krajských volbách v roce 2016 kandidoval v Moravskoslezském kraji na 14. místě kandidátní listiny subjektu Úsvit s Blokem proti islamizaci. V souběžných senátních volbách kandidoval v senátním obvodu č. 64 – Bruntál, ovšem se ziskem 1,12 % hlasů opět neuspěl a skončil na posledním jedenáctém místě.
Ve sněmovních volbách v roce 2017 kandidoval na 36. místě kandidátní listiny DSSS v Moravskoslezském kraji. V komunálních volbách v roce 2018 byl lídrem koalice DSSS a Strany práce ve volbách do zastupitelstva Ostravy a také figuroval na sedmém místě kandidátní listiny stejné koalice ve volbách do zastupitelstva Slezské Ostravy. Zároveň již popáté kandidoval i v paralelních senátních volbách, tentokrát opět v senátním obvodu č. 71 – Ostrava-město. Získal 1,11 % hlasů a opět tak skončil na posledním místě, tentokrát devátém. V evropských volbách v roce 2019 kandidoval na 4. místě kandidátní listiny Aliance národních sil. V krajských volbách v roce 2020 kandidoval na 4. místě kandidátní listiny subjektu Jednotní. Zároveň kandidoval také v senátním obvodu č. 75 – Karviná. V těchto volbách však získal jen 75 hlasů (tj. 0,33 %) a skončil tak stejně jako v předchozích případech na posledním místě, tentokrát třináctém.
Ve sněmovních volbách v roce 2021 Štědroň a jeho Strana práce navázali spolupráci s hnutím Švýcarská demokracie a Štědroň tak figuroval na 2. místě kandidátní listiny tohoto hnutí. Za hnutí poté kandidoval opět také do ostravského zastupitelstva, a to v komunálních volbách v roce 2022 (figuroval na druhém místě kandidátní listiny hnutí). V souběžných senátních volbách v roce 2022 kandidoval opět v senátním obvodu č. 70 – Ostrava-město, avšak získal pouhých 1,19 % hlasů a skončil stejně jako ve všech svých dalších senátních kandidaturách na posledním místě (tentokrát sedmém). V evropských volbách v roce 2024 kandidoval ze 4. místa kandidátní listiny subjektu s názvem Referendum o vstupu ČR do EU v roce 2003 bylo zmanipulováno státem placenou kampaní za 200 mil. Kč, která občanům sdělila pouze výhody členství, nevýhody byly zamlčeny – i přesto z celkem 8,3 mil. voličů pouze 3,5 mil. hlasovalo pro vstup (4,8 mil. voličů bylo proti nebo nehlasovalo). Švýcaři se stali jedním z nejbohatších národů světa a členy EU nejsou. Vztahy s EU řeší prostřednictvím Evropského sdružení volného obchodu a bilaterálních smluv. Vydáme se stejnou cestou. V senátním obvodu č. 71 – Ostrava-město poté kandidoval v senátních volbách v roce 2024, ale se ziskem 0,62 % hlasů skončil opět na posledním místě, tentokrát sedmém.
Ve sněmovních volbách v roce 2025 kandiduje na 2. místě kandidátní listiny hnutí Švýcarská demokracie v Moravskoslezském kraji.
V letech 2011 a 2017 kandidoval na funkci generálního ředitele České televize. V roce 2017 v souvislosti se svou kandidaturou mluvil o mediální mafii.